# عرس الزين (فلم)
عرس الزين هو فيلم درامي سوداني من إخراج المخرج الكويتي خالد الصديق. ويستند على الرواية التي تحمل الاسم نفسه. تم دخول الفيلم لجائزة أفضل فيلم بلغة أجنبية في حفل توزيع جوائز الأوسكار الحادي والخمسون، ولكن لم يتم قبوله كمرشح.

## القصة
الزين شاب القرية، سليم الذوق، الذي يحب أجمل بناتها، يصبح رسولا للحب، تخطب الأمهات وده ويستدرجنه إلى البيوت. حيث أن البنت التي يذكر اسمها تضمن عريسًا بسرعة. يحب نعمة بنت عمه، ويصادق (الحنين) الرجل الصالح، يقرر أن يتزوج من نعمة. وينتصر على حقد سيف الله، الإمام هو المعارض الوحيد في زواج الزين بنعمة، لأن الزين كان الصديق الوحيد للحنين، الولى الصالح، يبحث محجوب، وكيل العريس، ومجموعة من الرجال عن الزين في كل مكان، ويجدونه في المقابر. مجروحًا يتألم.

## تمثيل
- علي مهدي
- السيني دفع الله
- ثريا رورو
- عوض صديق
- ياسين عبد القادر
- الطيب محمد طيب
- حامد التاج

## وصلات خارجية
مقالات تستعمل روابط فنية بلا صلة مع ويكي بيانات